# Digitale toegankelijkheid
Digitale toegankelijkheid is het ontwerp en de ontwikkeling van digitale producten, zoals websites, apps en documenten, zodat ze bruikbaar zijn voor mensen met verschillende beperkingen, zoals visuele, auditieve, motorische of cognitieve beperkingen. Het doel is om technologie voor iedereen toegankelijk te maken, zodat alle gebruikers dezelfde toegang en gebruikservaring kunnen hebben, ongeacht hun capaciteiten.
Digitale toegankelijkheid biedt toegang tot informatie en diensten voor iedereen, waaronder ook mensen met een handicap. In veel landen, inclusief de Europese Unie, zijn er wetten en richtlijnen die organisaties verplichten om digitale diensten toegankelijk te maken. De Europese Richtlijn Digitale Toegankelijkheid verplicht publieke organisaties en overheidswebsites om digitale toegankelijkheid aan te brengen, wat het belang van deze praktijk benadrukt.

## Richtlijnen
De Web Content Accessibility Guidelines (WCAG) vormen de internationaal erkende richtlijnen voor het verbeteren van de digitale toegankelijkheid van webcontent. Deze richtlijnen zijn opgesteld door het World Wide Web Consortium (W3C) en bieden duidelijke aanwijzingen over hoe websites en digitale diensten toegankelijk gemaakt kunnen worden. De WCAG richt zich op vier principes:
1. waarneembaarheid
2. bedienbaarheid
3. begrijpelijkheid
4. robustheid

## Technologieën
Er zijn diverse technologieën en hulpmiddelen die bijdragen aan digitale toegankelijkheid. Dit omvat bijvoorbeeld schermlezers, die visueel beperkte gebruikers helpen om tekst op een scherm te lezen, en spraakherkenning, die mensen met motorische beperkingen in staat stelt om te navigeren zonder gebruik van een toetsenbord of muis. Toetsenbordnavigatie en aanpasbare weergaveopties zijn andere hulpmiddelen die de toegankelijkheid voor verschillende gebruikersgroepen bevorderen.

## Ontwikkelingen
Digitale toegankelijkheid biedt meerdere voordelen voor organisaties en de samenleving. Voor bedrijven betekent het naleven van toegankelijkheidsrichtlijnen niet alleen dat ze voldoen aan de wetgeving, en hiermee toekomstbestendig zijn, maar het kan ook hun klanttevredenheid, gebruikerservaring, en het beeld dat mensen van een merk hebben verbeteren. Het vergroten van de toegankelijkheid kan organisaties helpen om een bredere doelgroep aan te spreken, waaronder mensen met een handicap en ouderen, die anders mogelijk uitgesloten zouden worden.
Ondanks de vooruitgang die in de afgelopen jaren is geboekt, blijft digitale toegankelijkheid een uitdaging voor veel organisaties. Veel bedrijven en overheidsinstellingen beschikken niet over de benodigde middelen of kennis om hun digitale platformen volledig toegankelijk te maken.
Toekomstige ontwikkelingen in de technologie, zoals kunstmatige intelligentie en spraakgestuurde interfaces, kunnen nieuwe mogelijkheden bieden voor het verbeteren van digitale toegankelijkheid. Het is van belang dat deze innovaties van het begin af aan toegankelijk worden ontworpen, om te voorkomen dat ze nieuwe barrières creëren.